# New Deal (Teksas)
New Deal je gradić u američkoj saveznoj državi Teksas. Prema popisu stanovništva iz 2010. u njemu je živjelo 794 stanovnika.